# Synagoge (Weisenheim am Sand)
Die Synagoge Weisenheim am Sand im rheinland-pfälzischen Landkreis Bad Dürkheim wurde 1855 errichtet. 1900 wurde das baufällige Gebäude nach Auflösung der Gemeinde versteigert.

## Geschichte
Schon seit Beginn des 19. Jahrhunderts bestand ein Betraum in einem Privathaus, der sich allerdings schon 1830 in einem äußerst schlechten Zustand befand. 1855 konnte die Gemeinde dann die neue Synagoge einweihen. 1894 waren umfangreiche Reparaturmaßnahmen an der Synagoge fällig. Da die Gemeinde, wegen der zwischenzeitlich geringen Zahl an Mitgliedern, die veranschlagten Kosten in Höhe von 1250 Mark nicht selbst aufbringen konnte, beantragte sie eine Kollekte in den Synagogen in Bayern. Dies wurde von den zuständigen Behörden nicht genehmigt. Mit Auflösung der Gemeinde 1900 wurde die baufällige Synagoge zum Abriss versteigert.

## Gebäude
Es existieren heute keinerlei Quellen mehr, die Aufschluss über den Standort oder über die Architektur der Synagoge geben würden.

## Jüdische Gemeinde Weisenheim am Sand
Die Jüdische Gemeinde Weisenheim am Sand bestand vom Anfang des 19. Jahrhunderts bis ins Jahr 1900.